# Bari ferrit
Bari ferrit, còn được gọi đến với nhiều tên gọi viết tắt khác nhau như BaFe, BaM, là hợp chất hóa học với công thức hóa học được quy định là BaFe12O19.
Bari ferrit (BaFe) là một vật liệu có từ tính cao, mật độ lấp đầy cao, và là một oxit kim loại. Các nghiên cứu về vật liệu này sớm nhất có từ năm 1931, và nó đã tìm ra các ứng dụng trong dải băng từ, loa và băng từ. Một lĩnh vực đặc biệt nó là nó là vật liệu thành công trong lưu trữ dữ liệu dài hạn; vật liệu có tính từ tính và chịu được nhiệt độ, ăn mòn và oxy hóa.

## Sử dụng

### Nam châm loa
Bari ferrit là một chất liệu phổ biến cho nam châm loa. Vật liệu có thể được hình thành bất kỳ hình dạng và kích thước nào bằng cách sử dụng một quá trình gọi là sự nung kết, trong đó bột bari ferrit được ép vào khuôn, và sau đó được nung nóng cho đến khi nó kết hợp với nhau. Bari ferrit biến thành một khối rắn trong khi vẫn giữ được tính chất từ của nó. Các nam châm có một sức phòng chống tuyệt vời để khử từ, cho phép chúng mang lại ích lợi trong các loa trong một khoảng thời gian dài.